# کم‌هوازی
کم‌هوازی (به انگلیسی: Bradyaerobic)، اصطلاحی است که در زیست‌شناسی استفاده می‌شود و به جانورانی می‌پردازد که میزان مصرف اکسیژن پایینی دارند.
بر حسب ضرورت، یک جانور کم‌هوازی می‌تواند در تمرینات هوازی کوتاه یا کم یا بلند و به دنبال آن انفجارهای کوتاه انرژی بی‌هوازی شرکت کند. کم‌هوازیست می‌تواند دونده سرعت باشد، اما نه جانوران در مسافت طولانی.